# Продани
Продани (итал. Prodani di Pinguente) је насељено место у унутрашњости Истарске жупаније, Република Хрватска. Административно је у саставу града Бузета.

## Становништво
Према последњем попису становништва из 2001. године у насељу Продани живело је 78 становника који су живели у 23 породична домаћинства.
Кретање броја становника по пописима 1857—2001.
| година пописа  | 1857. | 1869. | 1880. | 1890. | 1900. | 1910. | 1921. | 1931. | 1948. | 1953. | 1961. | 1971. | 1981. | 1991. | 2001. |
| бр. становника | 170   | 184   | 196   | 203   | 217   | 227   | 0     | 0     | 158   | 159   | 126   | 103   | 105   | 88    | 78    |

Напомена:У 1921. и 1931. подаци су садржани у насељу Подкук. У 1857. и 1869. садржи податке за насеље Пеничићи